# Рота поліції «Богдан»
Рота поліції особливого призначення «Богдан» — друга рота зведеного батальйону Національної поліції України «Захід».

## Історія
12 червня 2014 року у зв'язку із збройною агресією РФ проти України в структурі ГУ МВС України в Хмельницькій області було створено роту патрульної служби міліції особливого призначення «Богдан». Підрозділ був сформований виключно з добровольців серед яких було чимало колишніх правоохоронців та військових, але були й люди цілком «мирних» професій — водії, фрезерувальники і навіть один поет.
У липні 2014 року бійці роти пройшли посилене тренування та здобули необхідний вишкіл. Тренування включали у себе, зокрема, піші переходи на тривалі дистанції по лісистій та рельєфній місцевості, стрільби з автоматичної зброї на полігоні тощо.
12 липня 2014 року вирушила в зону АТО для участі в бойових діях проти терористів та російських загарбників.
20 липня 2014 року на одному із блокпостів в зоні АТО працівники спецроти «Богдан» затримали політика з Слов'янська, який перебував у розшуку за причетність до діяльності терористичної організації «ДНР». Чоловіка було передано для проведення слідчих дій працівникам СБУ.
У середині серпня до зони проведення АТО вирушили ще близько 50 бійців спецроти.
16 серпня 2014 року частина бійців спецроти повернулися з зони АТО до Хмельницького.
30 вересня 2014 року особовий склад роти в кількості 50 чоловік вирушили для несення служби до м. Вуглегірськ. Де протягом  понад 2 місяців спільно з підрозділами ЗСУ захищали підступи до м. Дебальцево та забезпечували громадську безпеку та порядок.
Бійці підрозділу,з моменту його створення, пройшли десятки ротацій у найгарячіших точках в зоні бойових дій і надалі продовжують боронити країну на лінії фронту. 
З квітня 2022 року рота увійшла до складу зведеного батальйону Національної поліції України «Захід».

## Командування
- Олександр Жеменік[12]
- Андрій Лишень[джерело?]